# Pedro Villuela
Pedro Villuela Cuesta (ur. 13 czerwca 1971 w Barakaldo) – hiszpański zapaśnik walczący w stylu klasycznym. Olimpijczyk z Barcelony 1992, gdzie zajął piętnaste miejsce w wadze lekkiej. 
Zajął 23. miejsce na mistrzostwach świata w 1991. Czwarty na mistrzostwach Europy w 1991, a także na igrzyskach śródziemnomorskich w 1991 roku.

## Letnie Igrzyska Olimpijskie 1992
| Konkurencja          | Rundy eliminacyjne   | Rundy eliminacyjne | Klas. końcowa |
| Konkurencja          | Przeciwnik I         | Przeciwnik II      | Miejsce       |
| -------------------- | -------------------- | ------------------ | ------------- |
| 68 kg styl klasyczny | Rodney Smith (USA) P | Doug Yeats (CAN) P | 15.           |